# Pekoči bakrenopor
Pekoči bakrenopor (znanstveno ime Chalciporus piperatus) je gliva iz rodu bakrenoporov (Chalciporus).

## Značilnosti
Je majhen v primerjavi z tipičnimi cevarkami (Boletaceae). Klobuk je orančno rjave barve. Najprej je konveksen, kasneje se izravna. Površina klobuka je lahko razbrazdana, lepljiva v vlažnem vremenu in razpokana v starosti.
Trosovnica je sestavljena iz cevk, katerih barva se spreminja od rumenkaste v mladosti do temno rdečkasto rjave v zrelosti. Površina porjavi na pritisk. Posamezne luknjice so oglate, premera 0,5–2 mm, medtem ko so cevke globoke 3–10 mm.
Bet je vitek in približno enake barve kot klobuk.
Meso je močno pekočega, poprastega okusa.

## Razširjenost in življenjski prostor
Prvotno so ga smartrali za mikorizno vrsto, a le ta ni bila nikoli potrjena. Zaradi genetske sorodnosti s parazitskimi pagobani (Pseudoboletus), sumijo, da parazitira micelij rdeče mušnice (Amanita muscaria).

## Mikroskopske značilnosti
Trosni prah je cimetasto rjav. Trosi so gladki in vretenaste oblike. Velikost: 7–12 x 3–5 μm. Bazidiji so paličaste oblike, prosojni z mnogimi oljnimi kapljicami in nosijo po 4 trose. Veliki so 20–28 x 6–8 μm. Cistide so vretenaste oblike z zaobljeno konico in velike 30–50 by 9–12 μm.

## Uporabnost
Zaradi pekočega okusa velja za neužitnega. Ponekod ga uporabljajo kot pekočo začimbo in dodatek k drugim gobam. 
Nekateri priporočajo, da se jo pred uporabo dobro prekuha, da bi zmanjšali tveganje prebavnih težav.
Uporablja se jih tudi za izdelavo barvil. Glede na uporabljen lug se lahko dobi rumeno, oranžno ali zelenkasto rjavo barvilo.

## Galerija slik
- ilustracija
- pekoči bakrenopor
- trosovnica in bet
- luknjice
- trosi